# Уолтър Бренан
Уолтър Бренан (на английски: Walter Brennan) е [американски филмов и телевизионен актьор, роден през 1894 година, починал през 1974 година.

## Биография
Бренан е сред най-успешните и популярни типажни актьори от златната ера на Холивуд от 1920-те до 1960-те години. До този момент, той остава в историята на киноиндустрията и като актьорът с най-много награди „Оскар“ в категорията „Най-добра поддържаща мъжка роля“, печелейки три пъти статуетката от четири номинации. Всъщност, Бренан е първият носител на отличието в тази категория след обособяването ѝ през 1936 година. Името му блести в такива класически произведения на именити режисьори като: Западнякът (1940) на Уилям Уайлър, Моя скъпа Клементин (1946) и Как беше завладян Западът (1962) на Джон Форд, Сержант Йорк (1941), Ред Ривър (1948) и Рио Браво (1959) на Хауърд Хоукс, Лош ден в Блек Рок (1955) на Джон Стърджис и много други.

## Избрана филмография

### Кино
| година | филм                               | оригинално заглавие                  | роля              | режисьор                   | бележки                                         |
| ------ | ---------------------------------- | ------------------------------------ | ----------------- | -------------------------- | ----------------------------------------------- |
| 1936   | Ярост                              | Fury                                 | „Бъгс“ Майърс     | Фриц Ланг                  |                                                 |
| 1936   | Ела и го вземи                     | Come and Get It                      | Суан Бостръм      | Хауърд Хоукс, Уилям Уайлър | Оскар за най-добър поддържащ актьор             |
| 1938   | Приключенията на Том Сойър         | The Adventures of Tom Sawyer         | Мъф Потър         | Норман Тауръг              |                                                 |
| 1938   | Кентъки                            | Kentucky                             | Питър Гудуин      | Дейвид Бътлър              | Оскар за най-добър поддържащ актьор             |
| 1939   | Историята на Върнън и Айрийн Касъл | The Story of Vernon and Irene Castle | Уолтър Аш         | Ейч Си Потър               |                                                 |
| 1939   | Станли и Ливингстън                | Stanley and Livingstone              | Джеф Слокъм       | Хенри Кинг                 |                                                 |
| 1940   | Западнякът                         | The Westerner                        | съдия Рой Бийн    | Уилям Уайлър               | Оскар за най-добър поддържащ актьор             |
| 1940   | Северозападният проход             | Northwest Passage                    | „Хънк“ Маринър    | Кинг Видор                 |                                                 |
| 1941   | Запознайте се с Джон Доу           | Meet John Doe                        | Полковникът       | Франк Капра                |                                                 |
| 1941   | Сержант Йорк                       | Sergeant York                        | Пастор Розие Пайл | Хауърд Хоукс               | номинация – Оскар за най-добър поддържащ актьор |
| 1942   | Гордостта на янките                | The Pride of the Yankees             | Сам Блейк         | Сам Ууд                    |                                                 |
| 1946   | Моя скъпа Клементин                | My Darling Clementine                | старецът Клентън  | Джон Форд                  |                                                 |
| 1948   | Ред Ривър                          | Red River                            | Надин Грот        | Хауърд Хоукс               |                                                 |
| 1954   | Далечна земя                       | The Far Country                      | Бен Тейтъм        | Антъни Ман                 |                                                 |
| 1955   | Лош ден в Блек Рок                 | Bad Day at Black Rock                | Док Вил           | Джон Стърджис              |                                                 |
| 1959   | Рио Браво                          | Rio Bravo                            | Стъмпи            | Хауърд Хоукс               |                                                 |
| 1962   | Как беше завладян Запада           | How the West Was Won                 | Полк. Джеб Хокинс | Хатауей, Форд, Маршал      |                                                 |

### Телевизия
| година  | филм              | оригинално заглавие | роля              | бележки   |
| ------- | ----------------- | ------------------- | ----------------- | --------- |
| 1957/63 | Истинските Маккой | The Real McCoys     | дядо Еймъс Маккой | ТВ сериал |
| 1970/71 | На Рим с любов    | To Rome with Love   | Анди Пруйт        | ТВ сериал |